# نورث دومفريس (أونتاريو)
نورث دومفريس، أونتاريو (بالإنجليزية: North Dumfries)‏ هي مدينة كندية تقع في مقاطعة أونتاريو. تبلغ مساحة هذه المدينة 187.2169 (كم²)، ويبلغ عدد سكانها 9063 نسمة حسب إحصاء سنة 2006 م، بينما كان يسكنها 8769 نسمة في سنة 2001 م. تحتل هذه المدينة المرتبة رقم 420 بين مدن كندا حسب عدد السكان والمرتبة رقم 156 في المقاطعة. نما عدد السكان في هذه المدينة بنسبة (3.4) بين العامين المذكورين.

## وصلات خارجية
- الأطلس الحكومي لكندا
- إحصاءات كندا مع ساعة تعداد السكان